# Samsung Galaxy NX
Samsung Galaxy NX — это гибридная беззеркальная камера со сменным объективом, выпущенная Samsung, анонсированная в июне 2013 года. Galaxy NX — это мобильное устройство на базе Android (4.2.2, с возможностью обновления до Android Jelly Bean MR1), которое является первым в своем роде. Это 20,3-мегапиксельная камера с креплением Samsung NX, которая оснащена Wi-Fi, 3G-подключением и GPS-приемником, с помощью которого камера может делать фотографии с геотегами.
Хотя устройство работает на Android, оно не является смартфоном в том смысле, что не имеет функции телефона. Вместо этого его беспроводное подключение может использоваться для телекоммуникаций (включая видео) через Интернет.
Включенное в комплект программное обеспечение позволяет организовывать, редактировать и хранить изображения и видео в Интернете. Как и в случае с другими устройствами Android, другое программное обеспечение можно загрузить из Google Play.
Устройство имеет «знакомый вид цифровой зеркальной фотокамеры» с большим сенсорным ЖК-экраном, чем принято для этой категории, но с меньшим количеством кнопок и дисков.  Сенсорный экран и голосовое управление используются в основном для управления камерой.
Устройство оснащено одним процессором для Android и другим, DRIMe IV, для обработки фотографий.
Samsung Galaxy NX был снят с производства в 2017 году.